# Harald zur Hausen
Harald zur Hausen (n. 11 martie 1936, Gelsenkirchen, Germania Nazistă – d. 29 mai 2023, Heidelberg, Germania) a fost un medic german, laureat al Premiului Nobel pentru Fiziologie sau Medicină în 2008, pentru descoperirea faptului că virusurile papilomului uman cauzează cancer cervical. Dr. Zur Hausen a primit o jumătate din premiu, restul fiind acordat lui Françoise Barré-Sinoussi și Luc Montagnier.